# 16544 Hochlehnert
16544 Hochlehnert este un asteroid din centura principală de asteroizi.

## Descriere
16544 Hochlehnert este un asteroid din centura principală de asteroizi. A fost descoperit pe 9 septembrie 1991 la Tautenburg de Lutz Dieter Schmadel și Freimut Börngen. Asteroidul prezintă o orbită caracterizată de o semiaxă mare de 2,86 ua, o excentricitate de 0,08 și o înclinație de 4,9° în raport cu ecliptica.